# Sconcerto
(Come hai fatto)
Sconcerto, pubblicato nel 2001, è un album della cantante italiana Mina che ha raggiunto la seconda posizione in classifica.

## Descrizione
«Mina continua nel lavoro di ricerca e di riedizione dei grandi della musica italiana. Questa volta si accosta a Domenico Modugno, rileggendone il canto dallo spirito libero e musicalmente anarchico, riappropriandosi del suo stile e modificandolo istintivamente com'è nel carattere di un'artista che può tutto». Ma «non è un incontro a metà strada [...] perché Mina va oltre l'affettuoso recupero filologico, e s'impegna invece in una rilettura del tutto originale di alcuni capisaldi del multiforme artista pugliese. [...] L'intenzione dichiarata dell'interprete è stata dunque di lasciar perdere la tentazione d'inseguire Modugno, per rileggerne le canzoni come "pagine di un diario non personale, ma sentimentale, assorbendone il senso e la ragione e facendole proprie". Ne esce dunque un album molto "minesco" e per certi versi di riletture sorprendenti e comunque inattese, anche un piccolo gioiello di atmosfere musicali». Mina sceglie «la chiave dell'inattualità, della distanza, della reinvenzione jazzistica. Minimizza così certi toni esplicitamente melodrammatici, esalta la portata da standard mediterranei dei pezzi napoletani, sussurra dove Mimmo urlava al cielo con le braccia allargate». L'album - tutto registrato "in presa diretta" («gli arrangiamenti sono di chi ha suonato e cantato» si legge nelle note di copertina) - «si apre con un attacco vocale lancinate, sul ritornello di Tu sì 'na cosa grande», «dove la dolcezza di Modugno viene trasfigurata in un pezzo di stile nord-africano che lo snatura volutamente». «Poi ecco l'ironia di Pasqualino Marajà acquistare uno scintillio irresistibile [e] La donna riccia trasformarsi in spaccato d'opera buffa». «Resta cu'mme diventa una sorta di dialogo, e la voce profonda di uno dei musicisti [Danilo Rea] finisce per farci tornare alla mente un episodio che fece epoca trent'anni fa, le Parole parole di Alberto Lupo». Amara terra mia è «tutta giocata su voce e chitarra con l'aggiunta di una partitura d'archi nel finale, che riesce però a mantenere la disperata malinconia dell'originale». «Notte di luna calante ha sonorità soffici, da easy listening, con la voce che rispolvera certi accenti della Mina più ragazza e sbarazzina» e Dio, come ti amo «lavora di sottrazione, unica scelta possibile per evitare la trappola del sentimentalismo tout court, [regalando] sussurri che sono respiri trattenuti, tumulti del cuore che non riescono a diventare parola, fonema composto». «Poi ecco un altro capolavoro, Strada 'nfosa: e Mina ne riassume il senso dolente di fatalità, la desolazione definitiva, l'umidore di pioggia e di lacrime». 
Come hai fatto - «purissima Mina anni '60 con grande orchestra Rai diretta da Ferrio» - «è il momento più intenso della raccolta, per violini e una voce che si fa quasi sussurro nella strofa e si apre maestosa nell'inciso». Infine La lontananza - «che [Mina] avrebbe potuto trasformare in una galleria di acuti, in un elogio del melodramma strappacuore e invece [è cesellata] con compostezza compiaciuta, con rassegnata malinconia» - e Nel blu, dipinto di blu (Volare), «nata da un sogno e ispirata da Chagall. Lei restituisce con attonita immedesimazione sia la fluttuante surrealtà del sogno, sia la sfuggente magia del pittore russo. Poi i musicisti in coro accennano il ritornello: un réfolo appena, una sferzata di voci e il resto è tumultuante silenzio».

## Tracce
1. Tu sì 'na cosa grande – 4:54 (testo: Domenico Modugno – musica: Roberto Gigli)
2. Pasqualino marajà – 4:13 (testo: Domenico Modugno – musica: Domenico Modugno, Franco Migliacci)
3. Resta cu'mme – 5:04 (testo: Domenico Modugno – musica: Domenico Modugno, Dino Verde)
4. Amara terra mia – 4:19 (testo: Domenico Modugno, Enrica Bonaccorti – musica: Domenico Modugno)
5. Notte di luna calante – 5:26 (Domenico Modugno)
6. La donna riccia – 3:09 (Domenico Modugno)
7. Dio, come ti amo – 5:39 (Domenico Modugno)
8. Strada 'nfosa – 4:41 (Domenico Modugno)
9. Come hai fatto – 4:42 (Domenico Modugno)
10. La lontananza – 6:19 (testo: Domenico Modugno, Enrica Bonaccorti – musica: Domenico Modugno)
11. Nel blu, dipinto di blu (Volare) – 1:50 (testo: Domenico Modugno – musica: Domenico Modugno, Franco Migliacci)

## Formazione
- Mina – voce
- Danilo Rea – pianoforte, Fender Rhodes
- Massimo Moriconi – basso, contrabbasso
- Alfredo Golino – batteria
- Sandro Gibellini – chitarra
- Daniele Di Gregorio – percussioni
- Ermanno Ferrari – contrabbasso
- Umberto Ferrari – contrabbasso
- Anthony Flint – violino
- Walter Zagato – violino
- Barbara Ciannamea – violino
- Cristina Tavazzi Savoldo – violino
- Hans Liviabella – violino
- Crista Bohny Nidecker – violino
- Irina Roukavitsina – violino
- Loredana Botta – viola
- Matthias Muller – viola
- Gian Paolo Guatteri – viola
- Christian Bellisario – violoncello
- Jennifer Flint – violoncello
- Johann Sebastian Paetsch – violoncello
- Franco Ambrosetti – flicorno